# Yo, Potro
Yo, Potro (estilizado en pantalla como Club de Cuervos presenta: Yo, Potro) Se trata de un spin-off de la serie Club de Cuervos, y a su vez es un episodio especial de la franquicia. Está protagonizado por Joaquín Ferreira como El Potro, junto a Marcela Álvarez, y Benjamín Alfonso.

## Trama
El especial gira en torno a Diego Armando Romani alias el Potro, un joven argentino que intenta grabar un documental sobre su vida. Pero de pronto es notificado que ha sido despedido de su actual empleo, por lo que decide emprender rumbo hacia su natal Argentina; en donde cree que será recibido como un Rey. Ya en su tierra, llega a la boda de su hermano en donde se da cuenta de que no es bien recibido por él, y sus amigos, y de ahí, comienzan a suceder situaciones inesperadas y su vida en exceso no es bien vista por todos. Desde su llegada se le hace notar que no debe tomar, drogarse, ni acercársele a la familia de su hermano.

## Elenco y personajes
- Joaquín Ferreira como Diego Armando «El Potro» Romani
- Marcela Álvarez como Julieta
- Benjamín Alfonso como Fabrizio Romani
- Emilia Claudeville como Renata
- Mauricio Llera como Presidente de Puma
- Sol Gaschetto como Florencia
- Daniela Tapia como Alejandra Gallo
- Martín Seefeld Darío Romani
- Martín Rocco como «Pipín» Velardi
- Gonzalo Vizan como «Tristán»
- Paula Grinzpan como Amiga de Renata
- Noemí Frenkel como Belén
- Grego Rossello como Aparcador de coches
- Juan Tupac Soler como Hincha